# Wiesenzecke
Die Wiesenzecke (Dermacentor reticulatus), auch Auwaldzecke, Buntzecke oder Winterzecke genannt, ist ein Vertreter der Gattung der Buntzecken (Dermacentor). Der Trivialname ‚Wiesenzecke‘ wird gegenüber dem früher verwendeten Namen ‚Auwaldzecke‘ offenbar vorgezogen, weil der bevorzugte Lebensraum offene Landschaften mit Sonnenexposition sind, also Wiesen, Renaturierungsareale oder Waldränder. Sie ist von Portugal bis zum Baltikum verbreitet.
Die Wiesenzecke hat vor allem als Überträger von Babesia canis canis, dem Erreger der Babesiose des Hundes („Hundemalaria“), sowie als Überträger von Babesia caballi und Theileria equi (Pferdepiroplasmose) eine größere Bedeutung. Sie ist auch für die Übertragung des Q-Fiebers verantwortlich, einer Zoonose, gegen die es keinen in Deutschland zugelassenen Impfstoff gibt. Außerdem kann sie die Hasenpest (Tularämie) und nach neuen Erkenntnissen auch FSME auf den Menschen übertragen.

## Morphologie
Das Wiesenzeckenweibchen ist nüchtern etwa fünf, vollgesogen bis zu 16 Millimeter groß und damit größer als der Holzbock. Die Männchen sind etwas kleiner als die weiblichen Zecken und zeigen keine Größenzunahme beim Saugakt. Der Rückenschild bedeckt bei Männchen den ganzen Körper, bei Weibchen nur das vordere Körperdrittel. Er ist weißlich marmoriert. Der Außenrand ist rotorange.

## Synonyme
Synonyme der Art sind:
- Acarus reticulatus Fabricius, 1794[6]
- Dermacentor ferrugineus Koch, 1844[6]
- Ixodes holsatus Kolenati, 1857[6]
- Ixodes marmoratus Mégnin, 1880[6]
- Dermacentor pardalinus Koch, 1844[6]
- Ixodes pictus Gervais, 1844[6]

## Entwicklungszyklus
Die Wiesenzecke zeigt einen dreimaligen Wirtswechsel. Ein kompletter Entwicklungszyklus dauert etwa 1–1,5 Jahre. Als Endwirte der Wiesenzecke spielen Haustiere wie Hunde und Pferde, aber auch Rinder und Schafe, Wildschweine, Rehe und Füchse eine Rolle. Auch der Goldschakal kann von Auwaldzecken befallen sein. Menschen werden nur selten gestochen. Die Paarung der adulten Zecken findet auf dem Wirt statt, wobei die Weibchen eine 8-tägige Blutmahlzeit einnehmen müssen und die Kopulation innerhalb der ersten 3 Tage stattfinden muss. Auf der Suche nach potentiellen Wirten klettern adulte Zecken auf Gräser. Diese werden bis zu einer Höhe von 1,5 m erklommen.
Die Weibchen legen nach der Blutmahlzeit im Frühjahr etwa 3000–5000 Eier ab. Die daraus schlüpfenden Larven und nach Häutung daraus entstehenden Nymphen saugen während des Sommers jeweils an Kleinsäugern (Nagetiere, Insektenfresser, Kaninchen). In trockenen Biotopen legen die Nymphen im Mai bis August eine Ruhepause ein, die sie in feuchten Erdschichten verbringen. In Feuchtgebieten bleiben sie den ganzen Sommer aktiv. Der folgende Winter wird in einer Art Kältestarre unter Laub und Moos verbracht, wobei in milden Wintern eine Aktivität bis in den Januar hinein beobachtet wurde. Mit der Häutung zur adulten Zecke im darauffolgenden Frühjahr ist der Entwicklungszyklus komplettiert.

## Verbreitung

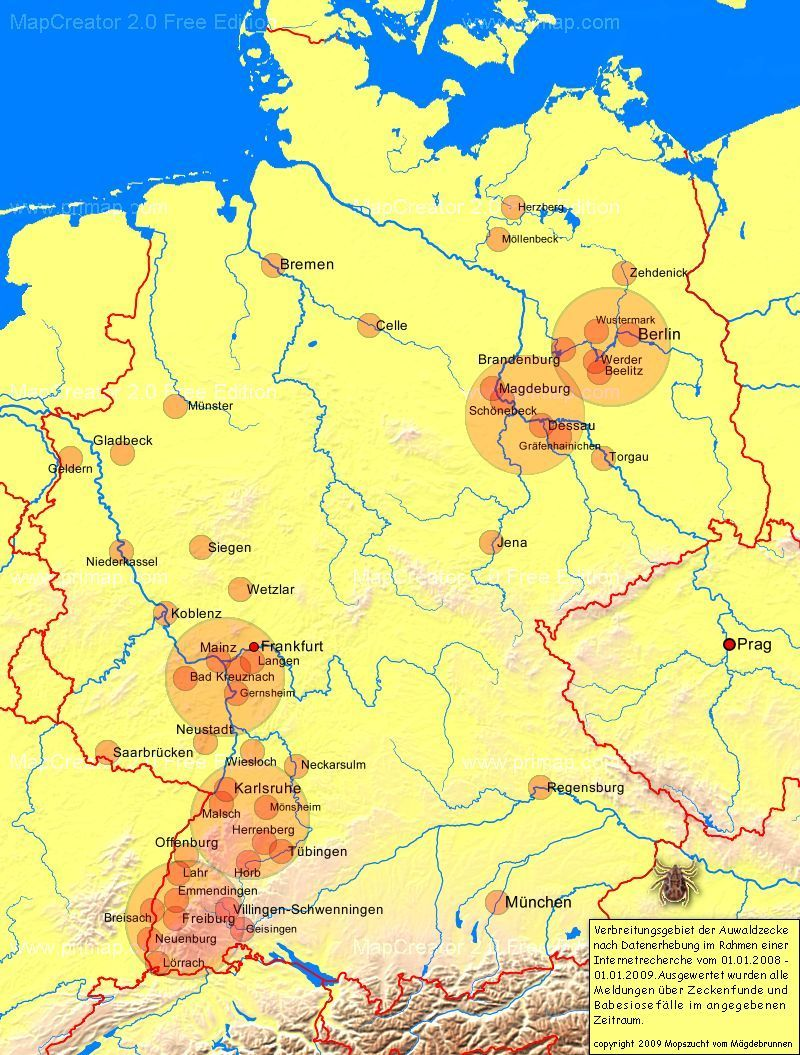
Verbreitungsgebiete der Wiesenzecke in Deutschland laut einer Datenrecherche von 2009; inzwischen hat sich die Art weiter ausgebreitet

Als Lebensraum bevorzugt die Wiesenzecke hohes Gras, Grünstreifen und Waldränder. Entgegen früherer Annahmen werden Auen- und Laubwälder weniger besiedelt, so dass der Name „Auwaldzecke“ nicht zutreffend ist. Wiesenzecken benötigen eine Sommertemperatur von 20–22 °C und Niederschlagsmengen von 400–1000 mm. Sie sind kältetolerant und überstehen auch harte Winter.
Ursprünglich in Ungarn, Österreich und Norditalien zu finden, hat sich das Verbreitungsgebiet der Wiesenzecke seit den 1970er Jahren stark nach Norden ausgedehnt. In Deutschland wurde die erste natürliche Population 1973 am Oberrhein beschrieben, die Einschleppung erfolgte vermutlich über Hunde. Mittlerweile gibt es in ganz Deutschland freilebende Populationen. Als Ursachen werden eine Zunahme natürlicher Biotope infolge Flächenstilllegungen, die damit verbundenen Zunahme an Zwischenwirten und die globale Erwärmung diskutiert.